# Betsy Blair
Betsy Blair, de nom Elizabeth Winifred Boger (Cliffside Park, Nova Jersey, Estats Units, 11 de desembre de 1923 - Londres, Anglaterra, 13 de març de 2009) va ser una actriu estatunidenca. També va fer carrera a Europa.

## Biografia[3]
Va néixer en una família nord-americana de classe mitjana. A l'edat de 8 anys entra en una Escola de Dansa debutant com a ballarina el 1938. El 1941 es va casar amb l'actor i ballarí Gene Kelly, amb qui va tenir un fill, Kerry, i amb qui va romandre casada fins a 1957.
El 1947 va rodar la seva primera pel·lícula al cinema, The Guilt of Janet Ames. El 1955 va obtenir el paper de Clara Snyder a  Marty, guanyant el BAFTA a la millor actriu estrangera, i una nominació a l'Oscar. A causa del seu activisme d'esquerres (compartit amb els seus amics Orson Welles, Richard Conte, Lena Horne i John Garfield), mal vist pel macarthisme imperant en aquell moment, va decidir traslladar-se a Europa, primer a França, després a Itàlia.
Entre els anys 50 i 60 va protagonitzar Il grido de Michelangelo Antonioni (que va acusar l'actriu d'haver passat "les dues hores més difícils" de la seva vida), després Calle Mayor de Juan Antonio Bardem, Senilità de Mauro Bolognini i I Delfini de Citto Maselli.
Durant una època va viure amb l'actor i director Roger Pigaut a París, però no van arribar a casar-se mai. Als 37 anys, gosa abandonar-ho tot - la seva vida d'actriu, el seu somni de realització - per dedicar-se al tercer home de la seva vida: el realitzador txecoslovac Karel Reisz.
El 1988 va protagonitzar Betrayed de Costa-Gavras. Es va traslladar a Londres, on va morir el 13 de març de 2009 de càncer als 85 anys.

## Filmografia[5]
- 1947: The Guilt of Janet Ames
- 1948: A Double Life
- 1948: Another Part of the Forest

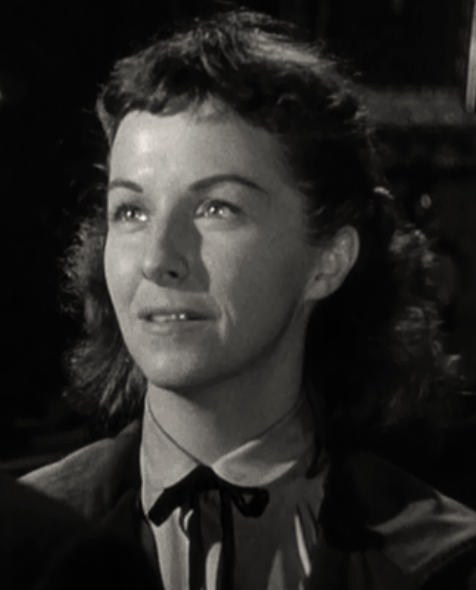
A Marty (1955)

- 1950: Mystery Street de John Sturges
- 1955: Marty d'Anatole Litvak
- 1956: Calle Mayor de Juan Antonio Bardem
- 1957: The Halliday Brand
- 1957: Il grido de Michelangelo Antonioni
- 1960: I delfini de Françasco Maselli
- 1962: Senilità de Mauro Bolognini
- 1962: Nit de malson (All Night Long)
- 1973: A Delicate Balance de Tony Richardson
- 1986: Flight of the Spruce Goose
- 1986: Descente aux enfers de Francis Girod
- 1988: El camí de la traïció (Betrayed)
- 1994: Scarlett

## Premis i nominacions
Premis
- 1956: BAFTA a la millor actriu estrangera per Marty

Nominacions
- 1956: Oscar a la millor actriu secundària per Marty